# Ropica ngauchilae
Ropica ngauchilae là một loài bọ cánh cứng trong họ Cerambycidae.